# Studium Generale (Zeitschrift)
Die Zeitschrift Studium generale; Zeitschrift für interdisziplinäre Studien / Zeitschrift für die Einheit der Wissenschaften im Zusammenhang ihrer Begriffsbildungen und Forschungsmethoden war eine wissenschaftliche Fachzeitschrift mit interdisziplinärem Programm. Sie wurde von 1947 von Springer bis 1971 verlegt und wurde dann eingestellt.